# Om det oändliga
Om det oändliga (literalment, en català: Sobre l'infinit) és un és una pel·lícula dramàtica sueca de 2019 dirigida per Roy Andersson. Va ser seleccionada per competir pel Lleó d'Or en la 76a Mostra Internacional de Cinema de Venècia. En aquest festival, la pel·lícula va guanyar el Lleó d'Argent en la categoria de millor direcció.

## Repartiment
- Lesley Leichtweis Bernardi com la senyora de l'estació de tren.
- Ania Nova com la noia en el tren (com a Anna Sedunova)
- Tatiana Delaunay com la dona voladora
- Jan-Eje Ferling com l'home de l'escala
- Thore Flygel com el dentista
- Karin Engman com la, are
- Magnus Wallgren com a Adolf Hitler
- Anton Forsdik com a germà 1
- Fanny Forsdik com a germà 2
- Gloria Ormandlaky
- Amanda Davies
- Marie Burman
- Anders Hellström

## Recepció
Om det oändliga va rebre crítiques positives. A datat de desembre de 2020, el 95% de les seves 38 revisions compilades a Rotten Tomatoes són positives, amb un índex mitjà de 8.20 sobre 10. A Metacritic, té una puntuació mitjana de 84 sobre 100, basada en set revisions dels crítics, mostrant una "aclamació universal".